# Prüfingenieur
Ein Prüfingenieur (Abkürzung: PI) ist eine Person, die von einer amtlich anerkannten Überwachungsorganisation (aaÜO) betraut ist und in deren Namen er tätig ist. 
Zu den Hauptaufgaben von Prüfingenieuren zählen die Hauptuntersuchung und die Sicherheitsprüfung an Fahrzeugen i. S. d. § 29 StVZO, sowie die Erstellung von Änderungsabnahmen nach § 19 Abs. 3 StVZO und Oldtimerbegutachtungen nach §23 StVZO.

## Gesetzliche Grundlage
Die gesetzliche Grundlage für die Anerkennung von Überwachungsorganisationen und ihrer Angestellten ist in der Anlage VIIIb der StVZO geregelt. 
Die Prüfingenieure sind nicht zu verwechseln mit den amtlich anerkannten Sachverständigen oder Prüfern, die bei den Technischen Prüfstellen (TP) angestellt sind. Diese dürfen je nach Befugnisgrad u. a. auch „Einzelabnahmen“ nach § 21 StVZO und Fahrerlaubnisprüfungen durchführen. Technische Prüfstellen werden in den alten Bundesländern vom TÜV und in den neuen Bundesländern von Dekra betrieben (Sonderfall Berlin: TÜV und DEKRA).

## Definition des Prüfingenieurs
siehe auch: Nummer 3.9 der Anlage VIIIb StVZO:
Die mit der Durchführung der HU, AU und SP betrauten Kraftfahrzeugsachverständigen und deren Angestellte werden im Sinne dieser Verordnung als Prüfingenieure (PI) bezeichnet.

## Voraussetzungen für Prüfingenieure
siehe auch: Nummer 3. der Anlage VIIIb StVZO:
- Mindestalter von 23 Jahren
- geistig und körperlich geeignet, sowie zuverlässig (polizeiliches Führungszeugnis)
- Inhaber aller Fahrerlaubnisklassen mit Ausnahme von D und D1
- abgeschlossenes Studium (mind. FH) in Maschinenbau, Kraftfahrzeugbau, Fahrzeugtechnik oder Elektrotechnik
- Angestellter einer amtlich anerkannten Überwachungsorganisation (aaÜO)
- mindestens sechsmonatige Ausbildung (regelmäßig ergänzt um zwei Monate zusätzlicher Ausbildung für Änderungsabnahmen)
- fachliche Eignung durch amtliche Prüfung nachgewiesen
- Zustimmung zur Betrauung durch nach Landesrecht zuständige Behörde

## Befugnisse eines Prüfingenieurs
- Hauptuntersuchungen nach § 29 StVZO
- Sicherheitsprüfungen nach § 29 StVZO
- Untersuchungen an Fahrzeugen zur gewerblichen Personenbeförderung nach §41 und 42 BOKraft
- Verlängerung der ADR-Zulassungsbescheinigung (Gefahrguttransporter) gemäß § 14 Abs. 5 GGVSEB
- Änderungsabnahmen nach § 19 Abs. 3 StVZO
- Gutachten zur Erlangung des Oldtimerstatus nach § 23 StVZO (Oldtimergutachten für H-Kennzeichen und 07er Kennzeichen)
- Gassystemeinbauprüfungen und wiederkehrende Gasanlagenprüfungen nach § 41a StVZO
- Gutachten gemäß § 5 Abs. 3 FZV (Gutachten über die Vorschriftsmäßigkeit eines Kfz auf Anordnung durch eine Behörde, z. B. nach „Mängelkarte“)
- Gutachten zur Berichtigung der Fahrzeugpapiere gemäß § 15 Abs. 1 FZV
- Bestätigung für Tempo-100-Eignung von Anhängern gemäß 9. AusnVO StVO